# Civray-les-Essarts
Ancienne commune de la Vienne, la commune de Civray-les-Essarts a été supprimée en 1806. Son territoire a été partagé entre deux communes :
- le village de Civray passe à la commune de Chiré, aujourd'hui Chiré-en-Montreuil
- le village des Essarts passe à la commune de Vouillé